# Provincia Hamadān
Provincia Hamadān   sau Hamedan (în persană :استان همدان ) este una din cele 30 provincii ale Iranului. Capitala provinciei este Hamadan.